# Lionel Wordsworth Hinxman
Lionel Wordsworth Hinxman (* 21. März 1855 in Dunmore, Stirlingshire, Schottland; † 29. April 1936) war ein schottischer Geologe.
Er studierte am Cheltenham College und am Christ’s College in Cambridge, wo er 1877 seinen B.A. erwarb. 1883 wurde er Assistenzgeologe, 1900 Geologe und von 1905 bis 1919 war er District Geologist beim Geological Survey of Scotland, wo er mit anderen 1917 The Economic Geology of the Central Coalfield of Scotland herausgab.
Er war Ehrenmitglied der Royal Physical Society und seit 1902 Mitglied der Royal Society of Edinburgh.

## Publikationen (Auswahl)
- The geology of Lower Strathspey. (Explanation sheet 85.), Edinburgh : Her Majesty’s Stationery Officer (H.M.S.F): J. Hedderwick & Sons, 1902
- The geology of Mid-Strathspey and Strathdearn, including the country between Kingussie and Grantown : (explanation of Sheet 74), Edinburgh : H.M.S.F : Morrison & Gibb , 1915
- The geology of Corrour and the moor of Rannoch (Explanation of sheet 54), Edinburgh : H.M.S.O., 1913
- The geology of central Ross-shire. (Explanation of sheet 82), Edinborogh : H.M.S.F :Morrison & Gibb , 1915